# Wittmackia
Wittmackia é um género na família Bromeliaceae.

## Espécies
A partir de maio de 2021, a Kew de Plants of the World Online lista as seguintes espécies:
- Wittmackia abbreviata (L.B.Sm. & Proctor) Aguirre-Santoro
- Wittmackia altocaririensis (Leme & L.Kollmann) Aguirre-Santoro
- Wittmackia amorimii (Leme) Aguirre-Santoro
- Wittmackia andersoniana (Leme & H.Luther) Aguirre-Santoro
- Wittmackia antillana (Mez) Aguirre-Santoro
- Wittmackia bicolor (L.B.Sm.) Aguirre-Santoro
- Wittmackia brasiliensis (E.Pereira & I.A.Penna) Aguirre-Santoro
- Wittmackia burle-marxii (E.Pereira) Aguirre-Santoro
- Wittmackia canaliculata (Leme & H.Luther) Aguirre-Santoro
- Wittmackia carvalhoi (Martinelli & Leme) Aguirre-Santoro
- Wittmackia caymanensis (Britton ex L.B.Sm.) Aguirre-Santoro
- Wittmackia distans (Griseb.) Aguirre-Santoro
- Wittmackia eriostachya (Mez) Aguirre-Santoro
- Wittmackia fawcettii (Mez) Aguirre-Santoro
- Wittmackia froesii (L.B.Sm.) Aguirre-Santoro
- Wittmackia gregaria (Leme & L.Kollmann) Aguirre-Santoro
- Wittmackia incompta (Leme & H.Luther) Aguirre-Santoro
- Wittmackia inermis (Mez) Aguirre-Santoro
- Wittmackia ituberaensis (Leme & L.Kollmann) Aguirre-Santoro
- Wittmackia jamaicana (L.B.Sm. & Proctor) Aguirre-Santoro
- Wittmackia laesslei (L.B.Sm.) Aguirre-Santoro
- Wittmackia laevigata (Leme) Aguirre-Santoro
- Wittmackia limae (Leme) Aguirre-Santoro
- Wittmackia lingulata (L.) Mez
- Wittmackia lingulatoides (Leme & H.Luther) Aguirre-Santoro
- Wittmackia linharesiorum (Leme) Aguirre-Santoro
- Wittmackia maranguapensis (Leme & Scharf) Aguirre-Santoro
- Wittmackia mesoamericana (I.Ramírez, Carnevali & Cetzal) Aguirre-Santoro
- Wittmackia negrilensis (Britton ex L.B.Sm.) Aguirre-Santoro
- Wittmackia neoregelioides (Leme) Aguirre-Santoro
- Wittmackia patentissima (Mart. ex Schult. & Schult.f.) Mez
- Wittmackia penduliflora (A.Rich.) Aguirre-Santoro
- Wittmackia pendulispica (Leme & L.Kollmann) Aguirre-Santoro
- Wittmackia pernambucentris (J.A.Siqueira & Leme) Aguirre-Santoro
- Wittmackia polycephala (Baker) Aguirre-Santoro
- Wittmackia portoricensis (Mez) Aguirre-Santoro
- Wittmackia rohan-estyi (Proctor, Aguirre-Santoro & K.Campbell) Aguirre-Santoro
- Wittmackia silvana (Leme) Aguirre-Santoro
- Wittmackia spinulosa (Mez) Aguirre-Santoro
- Wittmackia sulbahianensis (Leme, Amorim & J.A.Siqueira) Aguirre-Santoro
- Wittmackia tentaculifera (Leme, Amorim & J.A.Siqueira) Aguirre-Santoro
- Wittmackia turbinocalyx (Mez) Aguirre-Santoro
- Wittmackia urbaniana (Mez) Aguirre-Santoro
- Wittmackia viridostigma (Leme & H.Luther) Aguirre-Santoro